# Héraclès d'Anticythère
L'Héraclès d'Anticythère est une statue grecque hellénistique en marbre, découverte dans l'épave d'Anticythère et conservée au Musée national archéologique d'Athènes. 
La statue est érodée et fragmentaire. Sa découverte se fait en plusieurs temps : le corps est mis au jour par les plongeurs qui découvre l'épave d'Anticythère en 1901, tandis que sa main gauche est retrouvée en 2016 et sa tête (présumée) en 2022. Le corps mesure 2,50 m de haut et la tête 65 cm, ce qui en fait une statue plus grande que nature. 
La sculpture représente Héraclès au repos, appuyé sur sa massue : il s'agit d'une copie hellénistique de l'Héraclès de Lysippe (daté d'environ 320 av. J.-C.), du même type que l'Hercule Farnèse,.